# 豊後葵
豊後 葵（ぶんご あおい、1988年4月20日 - ）は、日本プロ麻雀協会所属の女性プロ雀士。東京都出身。愛称は「門前ジャンヌ・ダルク」。タレント事務所としては梶本プロダクションに所属。

## 来歴
東京都出身。18歳の頃、アルバイト先の同僚からメンバーが足りないことを理由に誘われたのをきっかけに麻雀を始める。その後「そこそこ可愛ければ女流プロ雀士になれる」と聞き、近代麻雀の広告の女流プロを見て「私もイケると思った」ことから、プロ雀士を目指し、日本プロ麻雀協会に入会。2008年に7期後期生としてプロデビューする。
プロ入り後、雀荘で働くにあたり、来店客と同卓する機会が増える中で自分の実力のなさを痛感して自分の打ち方を磨き、プロクイーン決定戦、女流雀王戦、夕刊フジ杯麻雀女王決定戦など決勝戦に多数進出し惜しくも優勝を逃し続ける。そして2014年の第13期女流雀王決定戦リーグを2位で通過すると、ディフェンディングチャンピオンの大崎初音に冨本智美（第11期女流雀王）・福山理子と競った決定戦の初日では2位に、2日目では大きくリードしてトップになる。しかし、最終日には冨本の猛追を受け、逆転されて迎えた最終戦では一進一退の攻防となり、トップの豊後と2着冨本の差が5100点差の僅差でオーラスを迎える。そのオーラスで冨本がテンパイするものの優勝条件を満たせないために三色同順のフリテンリーチで勝負に出る。しかし、親番の豊後はあがりに向かわずオリに回り、冨本はあがることができなかったため決着。悲願のタイトル制覇となった。
鈴木達也が経営する雀荘「麻雀『FUN』」勤務を経て、現在は梶本琢程が経営する雀荘「飯田橋ロン」の店長を務める傍ら、近代麻雀公式YouTubeチャンネル「麻雀遊戯王」で女流雀士の自宅を訪問する『豊後散歩』というコーナーを持っている。

## 雀風・人物
- 後述の「豊後無双」での強気の打牌から攻撃的な雀風に思われがちだが、本人が「見た目だけ攻撃型（本当は守備寄り）」と称する[3]ように、トップで迎えたオーラスでベタおりするほど守備意識が強い雀風[2]。
- 歯に衣着せぬ毒舌トークに定評があり、「女流プロ随一のしゃべくり人間」と言及されることがある[3]。
- 阿部孝則（RMU所属）を師としており、二人麻雀などマンツーマンで厳しい指導を受け続けている。「豊後、これから麻雀プロで生きていくなら運のせいにするな。」「牌を捨てるときは一回で切りなさい。テレビ対局でも（視聴者にとっては）見栄えがいいから。」と激励アドバイスを受けて以降、成績は上昇したという。（テンパリチャンネル「ブンゴとあいみの麻雀レディオ」より）
- 尊敬する雀士は魚谷侑未。料理と競馬が趣味[3]。
- 2013年、25歳の時に結婚し、2018年に出産。2017年の妊娠時に自身のブログで婚姻の事実を公表した[6]。
- 第11期プロクイーン決定戦決勝戦の6回戦目の順番決め（プロクイーン初日は、前半5回戦を終えて成績に応じ順番決めを行った後、後半1回戦を行って初日終了となる）で他の連盟雀士が戦略を考えて選択していく中、豊後は「疲れたので、早く帰りたいから」という理由で抜け番を選択し初日を終えて帰宅したエピソードがある[7]。

### 豊後無双
2015年2月28日に行われた麻雀最強戦2015「女流代表決定戦・桜の陣」予選B卓で和久津晶・茅森早香・宮内こずえと対局。南3局の時点で62,700点の大量リードから、親番でカン5索待ち（それも8巡目に8索打ちの打牌選択ミスがあった上で）の門前清一色を先制リーチの茅森から和了り、更に次局（南3局1本場）で宮内のリーチに無筋をノータイムで捨て、最終的に南待ちの国士無双を自摸った結果、2局で（供託を含めて）68,300点の荒稼ぎにより配信対局ながら3人全員を一時箱割れに追い込み、131,000点（当時放送対局で最高得点）という高打点を記録。親番での容赦ない連続和了から、何時しか『豊後無双』と呼ばれるようになった。なお、決勝では見せ場がなく、石井あやが優勝した。

## 獲得タイトル
- 第13期 女流雀王戦 優勝
- 第10期 夕刊フジ杯麻雀女王決定戦 優勝

## タイトル戦決勝進出歴
- 第10期 女流雀王決定戦4位
- 第5期 夕刊フジ杯争奪麻雀女王決定戦・個人戦4位
- 第10期 プロクイーン決定戦・5位
- 第12回 野口恭一郎賞・女性棋士部門・最終審査4位

## 出演番組
- 梶やんハント!（バンブーちゃんねる）
- 梶やんチャンネル→テンパりチャンネル（ニコニコチャンネル）